# ハッセルバックポテト

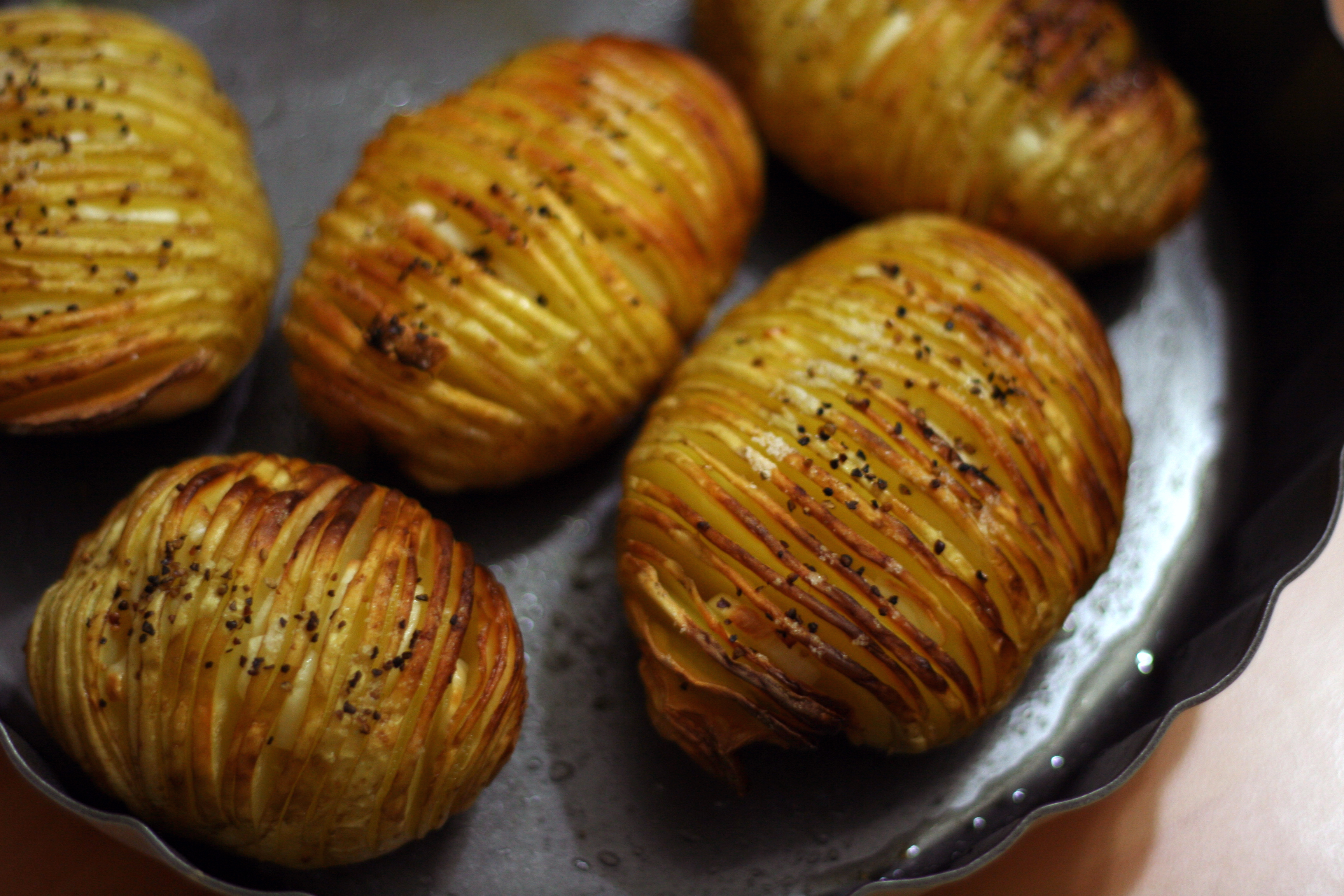
完成したハッセルバックポテト

ハッセルバックポテト （スウェーデン語： hasselbackspotatis ）は、ベイクドポテトの一種。スウェーデンの家庭料理である。じゃがいもに、こまかく切れ込みを入れて焼くことで、切れ目から開いてはなやかな見た目になることが特徴。

## 概要
主菜として、またはおかずやカナッペとして食す。キャラウェイ種やパプリカ、パン粉など、さまざまなトッピングを追加することもある。
日本においてはフォトジェニックな見た目がSNS映えするとして2018年頃よりSNSで話題となっているほか、調理の簡単なキャンプ料理としても人気が出ている。また、クックパッドなどのレシピサイトではジャガイモをサツマイモ、アボカド、トマト、厚揚げに代えたアレンジレシピも登場している。

## 起源
ストックホルムのユールゴーデンにあるレストランハッセルバッケンの研修生シェフであったリーフ・エリソン（Leif Elisson）によって1953年に作られた。

## 作り方の例
作り方の例を以下に挙げる。
1. じゃがいも自体を切断してしまわない程度の切り込みを多く入れて作る。切り込みは1mmから5mm間隔で入れる。
2. 切れ目にスライスベーコン、スライスチーズ、ニンニク、塩、胡椒などをはさむ。
3. オーブン、オーブントースターなどで焼く。